# 大龙湫
大龙湫，是中华人民共和国浙江省温州市雁荡山风景区内的一个瀑布，是“雁荡三绝”之一，瀑流发源于百岗尖，从连云嶂的龙湫背泻下，落差197米，为中国单级落差最大的瀑布，两侧的崖壁上有摩崖石刻26处，为浙江省省级文物保护单位。